# Super League 2020 (Cina)
La Chinese Super League 2020, nota come Ping An Chinese Super League 2020 per ragioni di sponsorizzazione, è stata la 61ª edizione del massimo livello del campionato cinese di calcio. Si è conclusa con la vittoria del Jiangsu Suning, al primo titolo nazionale.
La stagione avrebbe dovuto iniziare il 22 febbraio 2020 e terminare il 31 ottobre seguente, ma è stata posticipata a seguito della pandemia di COVID-19. Il 1 ° luglio 2020 la federcalcio cinese ha annunciato che la stagione sarebbe stata suddivisa in due fasi. Nella prima fase, iniziata il 25 luglio 2020 e conclusa il 29 settembre 2020, le 16 squadre sono state suddivise in due gironi con partite da disputare in due località, Dalian e Suzhou. Il 2 settembre 2020 la federcalcio cinese ha annunciato che la seconda fase sarebbe iniziata il 16 ottobre 2020 e si sarebbe conclusa il 12 novembre 2020. 
La squadra vincitrice del campionato sarebbe stata ammessa alla Coppa del mondo per club FIFA 2021, che si sarebbe disputata in Cina, in qualità di compagine rappresentante la nazione che ospita il torneo. Ma in seguito alla pandemia di COVID-19 si è deciso di spostare la sede in Giappone.

## Stagione

### Novità
Al termine della stagione 2019, sono retrocesse in China League One 2020 Beijing Renhe e Shenzhen. Tuttavia quest'ultima, a causa dello scioglimento societario del Tianjin Tianhai, è stata ripescata in Super League.
Sono state promosse dalle China League One 2019 Qingdao Huanghai e Shijiazhuang Yong.

### Formula
Le 16 squadre si dividono in due gironi da 8, nei quali si affrontano due volte in un girone di andata e ritorno per un totale di 14 partite. Nella seconda fase verranno sorteggiate le prime 4 squadre per ogni girone che si scontreranno nei play-off per vincere il titolo. Mentre le ultime 4 squadre nei gironi della prima fase parteciperanno ai playout

## Squadre partecipanti
| Club                     | Stagione | Città        | Stadio                                               | Stagione precedente               |
| ------------------------ | -------- | ------------ | ---------------------------------------------------- | --------------------------------- |
| Beijing Guoan            |          | Pechino      | Stadio dei Lavoratori di Pechino                     | 2º posto in Chinese Super League  |
| Chongqing Dangdai Lifan  |          | Chongqing    | Stadio del Centro sportivo olimpico di Chongqing     | 10º posto in Chinese Super League |
| Dalian Pro               |          | Dalian       | Dalian Sports Center                                 | 9º posto in Chinese Super League  |
| Guangzhou Evergrande     |          | Canton       | Stadio di Tianhe                                     | Campione di Cina                  |
| Guangzhou R&F            |          | Canton       | Yuexiushan Stadium                                   | 12º posto in Chinese Super League |
| Hebei CFFC               |          | Langfang     | Langfang Stadium                                     | 11º posto in Chinese Super League |
| Henan Jianye             |          | Zhengzhou    | Zhengzhou Hanghai Stadium                            | 8º posto in Chinese Super League  |
| Jiangsu Suning           | dettagli | Nanchino     | Centro sportivo olimpico di Nanchino                 | 4º posto in Chinese Super League  |
| Qingdao Huanghai         |          | Qingdao      | Conson Stadium                                       | 1º posto in China League One      |
| Shandong Luneng          |          | Jinan        | Jinan Olympic Sports Center Stadium                  | 5º posto in Chinese Super League  |
| Shanghai Shenhua         |          | Shanghai     | Stadio Hongkou                                       | 13º posto in Chinese Super League |
| Shanghai SIPG            | dettagli | Shanghai     | Stadio di Shanghai                                   | 3º posto in Chinese Super League  |
| Shenzhen FC              |          | Shenzhen     | Stadio del Centro sportivo universitario di Shenzhen | 15º posto in Chinese Super League |
| Shijiazhuang Ever Bright |          | Shijiazhuang | Yutong International Sports Center                   | 2º posto in China League One      |
| Tianjin Teda             |          | Tientsin     | Stadio del Centro Olimpico di Tientsin               | 7º posto in Chinese Super League  |
| Wuhan Zall               |          | Wuhan        | Wuhan Five Rings Sports Center                       | 6º posto in Chinese Super League  |

## Allenatori e primatisti
| Squadra                  | Allenatore                                  | Calciatore più presente | Cannoniere |
| ------------------------ | ------------------------------------------- | ----------------------- | ---------- |
| Beijing Guoan            | Bruno Génésio                               |                         |            |
| Chongqing Dangdai Lifan  | Chang Woe-ryong                             |                         |            |
| Dalian Pro               | Rafa Benitez                                |                         |            |
| Guangzhou Evergrande     | Fabio Cannavaro                             |                         |            |
| Guangzhou R&F            | Giovanni van Bronckhorst                    |                         |            |
| Hebei CFFC               | Xie Feng                                    |                         |            |
| Henan Jianye             | Yang Ji (1ª-10ª) Javier Pereira (11ª-)      |                         |            |
| Jiangsu Suning           | Cosmin Olăroiu                              |                         |            |
| Qingdao Huanghai         | Pablo Machín (1ª-3ª) Wu Jingui (4ª-)        |                         |            |
| Shandong Luneng Taishan  | Li Xiaopeng (1ª-14ª) Hao Wei (play-off-)    |                         |            |
| Shanghai Shenhua         | Choi Kang-hee                               |                         |            |
| Shanghai SIPG            | Vítor Pereira                               |                         |            |
| Shenzhen                 | Roberto Donadoni (1ª-4ª) Jordi Cruyff (5ª-) |                         |            |
| Shijiazhuang Ever Bright | Afshin Ghotbi                               |                         |            |
| Tianjin Teda             | Uli Stielike (1ª-5ª) Wang Baoshan (6ª-)     |                         |            |
| Wuhan Zall               | José González (1ª-12ª) Pang Li (13ª-)       |                         |            |

## Classifica Gironi

### Gruppo A
|  | Pos. | Squadra          | Pt | G  | V  | N | P  | GF | GS | DR  |
|  | ---- | ---------------- | -- | -- | -- | - | -- | -- | -- | --- |
|  | 1.   | Guangzhou E.     | 34 | 14 | 11 | 1 | 2  | 31 | 12 | +19 |
|  | 2.   | Jiangsu Suning   | 26 | 14 | 7  | 5 | 2  | 23 | 15 | +8  |
|  | 3.   | Shandong Taishan | 24 | 14 | 8  | 2 | 4  | 19 | 11 | +8  |
|  | 4.   | Shanghai Shenhua | 21 | 14 | 5  | 6 | 3  | 16 | 15 | +1  |
|  | 5.   | Shenzhen         | 17 | 14 | 5  | 2 | 7  | 20 | 20 | 0   |
|  | 6.   | Guangzhou R&F    | 15 | 14 | 4  | 3 | 7  | 14 | 28 | -14 |
|  | 7.   | Dalian Pro       | 11 | 14 | 2  | 5 | 7  | 18 | 21 | -3  |
|  | 8.   | Henan Jianye     | 6  | 14 | 1  | 3 | 10 | 14 | 33 | -19 |

### Gruppo B
|  | Pos. | Squadra            | Pt | G  | V  | N | P  | GF | GS | DR  |
|  | ---- | ------------------ | -- | -- | -- | - | -- | -- | -- | --- |
|  | 1.   | Shanghai Haigang   | 32 | 14 | 10 | 2 | 2  | 26 | 11 | +15 |
|  | 2.   | Beijing Guoan      | 28 | 14 | 6  | 4 | 2  | 36 | 19 | +17 |
|  | 3.   | Chongqing Lifan    | 24 | 14 | 7  | 3 | 4  | 22 | 19 | +3  |
|  | 4.   | Hebei CFFC         | 24 | 14 | 7  | 3 | 4  | 25 | 23 | +2  |
|  | 5.   | Wuhan Zall         | 17 | 14 | 5  | 2 | 7  | 16 | 16 | 0   |
|  | 6.   | Shijiazhuang Yong. | 17 | 14 | 4  | 5 | 5  | 18 | 21 | -3  |
|  | 7.   | Qingdao Huanghai   | 10 | 14 | 2  | 4 | 8  | 15 | 27 | -12 |
|  | 8.   | Tianjin Teda       | 3  | 14 | 0  | 3 | 11 | 8  | 30 | -22 |

Legenda:

      Ammesse ai play-off per diventare campioni di Cina 

      Ammesse ai playout
Tre punti a vittoria, uno a pareggio, zero a sconfitta.
La classifica viene stilata secondo i seguenti criteri:
- Punti conquistati
- Punti negli scontri diretti
- Differenza reti negli scontri diretti
- Reti realizzate negli scontri diretti
- Differenza reti generale
- Reti totali realizzate
- Classifica fair-play
- Sorteggio

## Gruppo Campioni
|  | Quarti di finale | Quarti di finale | Quarti di finale | Quarti di finale | Quarti di finale |            |                  | Semifinali     | Semifinali  | Semifinali  | Semifinali  | Semifinali  |             |   | Finali      | Finali           | Finali | Finali | Finali | Finali | Finali |
|  |                  |                  |                  |                  |                  |            |                  |                |             |             |             |             |             |   |             |                  |        |        |        |        |        |
|  | 1°A              | Guangzhou E.     | 3                | 5                | 8                |            |                  |                |             |             |             |             |             |   |             |                  |        |        |        |        |        |
|  | 4°B              | Hebei CFFC       | 1                | 0                | 1                |            |                  |                |             |             |             |             |             |   |             |                  |        |        |        |        |        |
|  | 4°B              | Hebei CFFC       | 1                | 0                | 1                |            | 1°A              | Guangzhou E.   | 0           | 3           | 3           |             |             |   |             |                  |        |        |        |        |        |
|  |                  |                  |                  |                  |                  |            | 1°A              | Guangzhou E.   | 0           | 3           | 3           |             |             |   |             |                  |        |        |        |        |        |
|  |                  | 2°B              | Beijing Guoan    | 0                | 1                | 1          |                  |                |             |             |             |             |             |   |             |                  |        |        |        |        |        |
|  | 2°B              | 2°B              | Beijing Guoan    | 0                | 1                | 1          | Beijing Guoan    | 2              | 3           | 5           |             |             |             |   |             |                  |        |        |        |        |        |
|  | 2°B              |                  |                  |                  |                  |            | Beijing Guoan    | 2              | 3           | 5           |             |             |             |   |             |                  |        |        |        |        |        |
|  | 3°A              | Shandong Taishan | 2                | 2                | 4                |            |                  |                |             |             |             |             |             |   |             |                  |        |        |        |        |        |
|  |                  |                  |                  |                  |                  |            |                  |                |             |             |             |             |             |   | 1°A         | Guangzhou E.     | 0      | 1      | 1      |        |        |
|  |                  |                  | 2°A              | Jiangsu Suning   | 0                | 2          | 2                |                |             |             |             |             |             |   |             |                  |        |        |        |        |        |
|  | 2°A              | Jiangsu Suning   | 1                | 1                | 2                |            |                  |                |             |             |             |             |             |   |             |                  |        |        |        |        |        |
|  | 3°B              | Chongqing Lifan  | 1                | 0                | 1                |            |                  |                |             |             |             |             |             |   |             |                  |        |        |        |        |        |
|  | 3°B              | Chongqing Lifan  | 1                | 0                | 1                |            | 2°A              | Jiangsu Suning | 1           | 2           | 3 (d.t.s.)  |             |             |   |             |                  |        |        |        |        |        |
|  |                  |                  |                  |                  |                  |            | 2°A              | Jiangsu Suning | 1           | 2           | 3 (d.t.s.)  |             |             |   |             |                  |        |        |        |        |        |
|  |                  | 1°B              | Shanghai Haigang | 1                | 1                | 2 (d.t.s.) |                  |                | Terzo posto | Terzo posto | Terzo posto | Terzo posto | Terzo posto |   |             |                  |        |        |        |        |        |
|  | 1°B              | 1°B              | Shanghai Haigang | 1                | 1                | 2 (d.t.s.) | Shanghai Haigang | 0              | Terzo posto | Terzo posto | Terzo posto | Terzo posto | Terzo posto | 1 | 1 (5 d.c.r) |                  |        |        |        |        |        |
|  | 1°B              |                  |                  |                  |                  |            | Shanghai Haigang | 0              |             |             |             |             |             | 1 | 1 (5 d.c.r) |                  |        |        |        |        |        |
|  | 4°A              | Shanghai Shenhua | 0                | 1                | 1 (4 d.c.r)      |            |                  |                |             |             |             |             |             |   | 2°B         | Beijing Guoan    | 2      | 1      | 3      |        |        |
|  |                  |                  |                  |                  |                  |            |                  |                |             |             |             |             |             |   | 1°B         | Shanghai Haigang | 1      | 1      | 2      |        |        |

|  | Playoff 1º-8º posto | Playoff 1º-8º posto | Playoff 1º-8º posto | Playoff 1º-8º posto | Playoff 1º-8º posto |              |                  | Playoff 5º-8º posto | Playoff 5º-8º posto | Playoff 5º-8º posto | Playoff 5º-8º posto | Playoff 5º-8º posto |                     |   | Playoff 5º-6º posto | Playoff 5º-6º posto | Playoff 5º-6º posto | Playoff 5º-6º posto | Playoff 5º-6º posto | Playoff 5º-6º posto | Playoff 5º-6º posto |
|  |                     |                     |                     |                     |                     |              |                  |                     |                     |                     |                     |                     |                     |   |                     |                     |                     |                     |                     |                     |                     |
|  | 1°A                 | Guangzhou E.        | 3                   | 5                   | 8                   |              |                  |                     |                     |                     |                     |                     |                     |   |                     |                     |                     |                     |                     |                     |                     |
|  | 4°B                 | Hebei CFFC          | 1                   | 0                   | 1                   |              |                  |                     |                     |                     |                     |                     |                     |   |                     |                     |                     |                     |                     |                     |                     |
|  | 4°B                 | Hebei CFFC          | 1                   | 0                   | 1                   |              | 4°B              | Hebei CFFC          | 2                   | 3                   | 5 (d.t.s.)          |                     |                     |   |                     |                     |                     |                     |                     |                     |                     |
|  |                     |                     |                     |                     |                     |              | 4°B              | Hebei CFFC          | 2                   | 3                   | 5 (d.t.s.)          |                     |                     |   |                     |                     |                     |                     |                     |                     |                     |
|  |                     | 3°A                 | Shandong Taishan    | 2                   | 6                   | 8 (d.t.s.)   |                  |                     |                     |                     |                     |                     |                     |   |                     |                     |                     |                     |                     |                     |                     |
|  | 2°B                 | 3°A                 | Shandong Taishan    | 2                   | 6                   | 8 (d.t.s.)   | Beijing Guoan    | 2                   | 3                   | 5                   |                     |                     |                     |   |                     |                     |                     |                     |                     |                     |                     |
|  | 2°B                 |                     |                     |                     |                     |              | Beijing Guoan    | 2                   | 3                   | 5                   |                     |                     |                     |   |                     |                     |                     |                     |                     |                     |                     |
|  | 3°A                 | Shandong Taishan    | 2                   | 2                   | 4                   |              |                  |                     |                     |                     |                     |                     |                     |   |                     |                     |                     |                     |                     |                     |                     |
|  |                     |                     |                     |                     |                     |              |                  |                     |                     |                     |                     |                     |                     |   | 3°A                 | Shandong Taishan    | 3                   | 2                   | 5 (9 d.c.r)         |                     |                     |
|  |                     |                     | 3°B                 | Chongqing Lifan     | 4                   | 1            | 5 (8 d.c.r)      |                     |                     |                     |                     |                     |                     |   |                     |                     |                     |                     |                     |                     |                     |
|  | 2°A                 | Jiangsu Suning      | 1                   | 1                   | 2                   |              |                  |                     |                     |                     |                     |                     |                     |   |                     |                     |                     |                     |                     |                     |                     |
|  | 3°B                 | Chongqing Lifan     | 1                   | 0                   | 1                   |              |                  |                     |                     |                     |                     |                     |                     |   |                     |                     |                     |                     |                     |                     |                     |
|  | 3°B                 | Chongqing Lifan     | 1                   | 0                   | 1                   |              | 3°B              | Chongqing Lifan     | 1                   | 2                   | 3 (10 d.c.r)        |                     |                     |   |                     |                     |                     |                     |                     |                     |                     |
|  |                     |                     |                     |                     |                     |              | 3°B              | Chongqing Lifan     | 1                   | 2                   | 3 (10 d.c.r)        |                     |                     |   |                     |                     |                     |                     |                     |                     |                     |
|  |                     | 4°A                 | Shanghai Shenhua    | 3                   | 0                   | 3 (9 d.c.r.) |                  |                     | Playoff 7º-8º posto | Playoff 7º-8º posto | Playoff 7º-8º posto | Playoff 7º-8º posto | Playoff 7º-8º posto |   |                     |                     |                     |                     |                     |                     |                     |
|  | 1°B                 | 4°A                 | Shanghai Shenhua    | 3                   | 0                   | 3 (9 d.c.r.) | Shanghai Haigang | 0                   | Playoff 7º-8º posto | Playoff 7º-8º posto | Playoff 7º-8º posto | Playoff 7º-8º posto | Playoff 7º-8º posto | 1 | 1 (5 d.c.r)         |                     |                     |                     |                     |                     |                     |
|  | 1°B                 |                     |                     |                     |                     |              | Shanghai Haigang | 0                   |                     |                     |                     |                     |                     | 1 | 1 (5 d.c.r)         |                     |                     |                     |                     |                     |                     |
|  | 4°A                 | Shanghai Shenhua    | 0                   | 1                   | 1 (4 d.c.r.)        |              |                  |                     |                     |                     |                     |                     |                     |   | 4°B                 | Hebei CFFC          | 1                   | 0                   | 1                   |                     |                     |
|  |                     |                     |                     |                     |                     |              |                  |                     |                     |                     |                     |                     |                     |   | 4°A                 | Shanghai Shenhua    | 4                   | 1                   | 5                   |                     |                     |

## Gruppo Retrocessione
|  | Playoff 9º-16º posto | Playoff 9º-16º posto | Playoff 9º-16º posto | Playoff 9º-16º posto | Playoff 9º-16º posto |              |                  | Playoff 13°-16° | Playoff 13°-16°       | Playoff 13°-16°       | Playoff 13°-16°       | Playoff 13°-16°       |                       |   | Playoff 15º-16º posto | Playoff 15º-16º posto | Playoff 15º-16º posto | Playoff 15º-16º posto | Playoff 15º-16º posto | Playoff 15º-16º posto | Playoff 15º-16º posto |
|  |                      |                      |                      |                      |                      |              |                  |                 |                       |                       |                       |                       |                       |   |                       |                       |                       |                       |                       |                       |                       |
|  | 8°B                  | Tianjin Teda         | 2                    | 1                    | 3                    |              |                  |                 |                       |                       |                       |                       |                       |   |                       |                       |                       |                       |                       |                       |                       |
|  | 5°A                  | Shenzhen             | 0                    | 1                    | 1                    |              |                  |                 |                       |                       |                       |                       |                       |   |                       |                       |                       |                       |                       |                       |                       |
|  | 5°A                  | Shenzhen             | 0                    | 1                    | 1                    |              | 5°A              | Shenzhen        | 1                     | 2                     | 3                     |                       |                       |   |                       |                       |                       |                       |                       |                       |                       |
|  |                      |                      |                      |                      |                      |              | 5°A              | Shenzhen        | 1                     | 2                     | 3                     |                       |                       |   |                       |                       |                       |                       |                       |                       |                       |
|  |                      | 6°B                  | Shijiazhuang Yong.   | 0                    | 2                    | 2            |                  |                 |                       |                       |                       |                       |                       |   |                       |                       |                       |                       |                       |                       |                       |
|  | 7°A                  | 6°B                  | Shijiazhuang Yong.   | 0                    | 2                    | 2            | Dalian Pro       | 1               | 2                     | 3                     |                       |                       |                       |   |                       |                       |                       |                       |                       |                       |                       |
|  | 7°A                  |                      |                      |                      |                      |              | Dalian Pro       | 1               | 2                     | 3                     |                       |                       |                       |   |                       |                       |                       |                       |                       |                       |                       |
|  | 6°B                  | Shijiazhuang Yong.   | 2                    | 0                    | 2                    |              |                  |                 |                       |                       |                       |                       |                       |   |                       |                       |                       |                       |                       |                       |                       |
|  |                      |                      |                      |                      |                      |              |                  |                 |                       |                       |                       |                       |                       |   | 6°B                   | Shijiazhuang Yong.    | 0                     | 1                     | 1                     |                       |                       |
|  |                      |                      | 5°B                  | Wuhan Zall           | 0                    | 2            | 2                |                 |                       |                       |                       |                       |                       |   |                       |                       |                       |                       |                       |                       |                       |
|  | 8°A                  | Henan Jianye         | 1                    | 1                    | 2                    |              |                  |                 |                       |                       |                       |                       |                       |   |                       |                       |                       |                       |                       |                       |                       |
|  | 5°B                  | Wuhan Zall           | 0                    | 1                    | 1                    |              |                  |                 |                       |                       |                       |                       |                       |   |                       |                       |                       |                       |                       |                       |                       |
|  | 5°B                  | Wuhan Zall           | 0                    | 1                    | 1                    |              | 5°B              | Wuhan Zall      | 2                     | 1                     | 3 (4 d.c.r.)          |                       |                       |   |                       |                       |                       |                       |                       |                       |                       |
|  |                      |                      |                      |                      |                      |              | 5°B              | Wuhan Zall      | 2                     | 1                     | 3 (4 d.c.r.)          |                       |                       |   |                       |                       |                       |                       |                       |                       |                       |
|  |                      | 7°B                  | Qingdao Huanghai     | 1                    | 2                    | 3 (5 d.c.r.) |                  |                 | Playoff 13º-14º posto | Playoff 13º-14º posto | Playoff 13º-14º posto | Playoff 13º-14º posto | Playoff 13º-14º posto |   |                       |                       |                       |                       |                       |                       |                       |
|  | 7°B                  | 7°B                  | Qingdao Huanghai     | 1                    | 2                    | 3 (5 d.c.r.) | Qingdao Huanghai | 0               | Playoff 13º-14º posto | Playoff 13º-14º posto | Playoff 13º-14º posto | Playoff 13º-14º posto | Playoff 13º-14º posto | 1 | 1                     |                       |                       |                       |                       |                       |                       |
|  | 7°B                  |                      |                      |                      |                      |              | Qingdao Huanghai | 0               |                       |                       |                       |                       |                       | 1 | 1                     |                       |                       |                       |                       |                       |                       |
|  | 6°A                  | Guangzhou R&F        | 0                    | 2                    | 2                    |              |                  |                 |                       |                       |                       |                       |                       |   | 5°A                   | Shenzhen              | 2                     | 2                     | 4                     |                       |                       |
|  |                      |                      |                      |                      |                      |              |                  |                 |                       |                       |                       |                       |                       |   | 7°B                   | Qingdao Huanghai      | 0                     | 1                     | 1                     |                       |                       |

|  | Playoff 9º-16º posto | Playoff 9º-16º posto | Playoff 9º-16º posto | Playoff 9º-16º posto | Playoff 9º-16º posto |   |                  | Playoff 9°-12° | Playoff 9°-12°        | Playoff 9°-12°        | Playoff 9°-12°        | Playoff 9°-12°        |                       |   | Playoff 9º-10º posto | Playoff 9º-10º posto | Playoff 9º-10º posto | Playoff 9º-10º posto | Playoff 9º-10º posto | Playoff 9º-10º posto | Playoff 9º-10º posto |
|  |                      |                      |                      |                      |                      |   |                  |                |                       |                       |                       |                       |                       |   |                      |                      |                      |                      |                      |                      |                      |
|  | 8°B                  | Tianjin Teda         | 2                    | 1                    | 3                    |   |                  |                |                       |                       |                       |                       |                       |   |                      |                      |                      |                      |                      |                      |                      |
|  | 5°A                  | Shenzhen             | 0                    | 1                    | 1                    |   |                  |                |                       |                       |                       |                       |                       |   |                      |                      |                      |                      |                      |                      |                      |
|  | 5°A                  | Shenzhen             | 0                    | 1                    | 1                    |   | 8°B              | Tianjin Teda   | 2                     | 1                     | 3                     |                       |                       |   |                      |                      |                      |                      |                      |                      |                      |
|  |                      |                      |                      |                      |                      |   | 8°B              | Tianjin Teda   | 2                     | 1                     | 3                     |                       |                       |   |                      |                      |                      |                      |                      |                      |                      |
|  |                      | 7°A                  | Dalian Pro           | 0                    | 2                    | 2 |                  |                |                       |                       |                       |                       |                       |   |                      |                      |                      |                      |                      |                      |                      |
|  | 7°A                  | 7°A                  | Dalian Pro           | 0                    | 2                    | 2 | Dalian Pro       | 1              | 2                     | 3                     |                       |                       |                       |   |                      |                      |                      |                      |                      |                      |                      |
|  | 7°A                  |                      |                      |                      |                      |   | Dalian Pro       | 1              | 2                     | 3                     |                       |                       |                       |   |                      |                      |                      |                      |                      |                      |                      |
|  | 6°B                  | Shijiazhuang Yong.   | 2                    | 0                    | 2                    |   |                  |                |                       |                       |                       |                       |                       |   |                      |                      |                      |                      |                      |                      |                      |
|  |                      |                      |                      |                      |                      |   |                  |                |                       |                       |                       |                       |                       |   | 8°B                  | Tianjin Teda         | 0                    | 1                    | 1                    |                      |                      |
|  |                      |                      | 8°A                  | Henan Jianye         | 0                    | 1 | 2 (d.t.s)        |                |                       |                       |                       |                       |                       |   |                      |                      |                      |                      |                      |                      |                      |
|  | 8°A                  | Henan Jianye         | 1                    | 1                    | 2                    |   |                  |                |                       |                       |                       |                       |                       |   |                      |                      |                      |                      |                      |                      |                      |
|  | 5°B                  | Wuhan Zall           | 0                    | 1                    | 1                    |   |                  |                |                       |                       |                       |                       |                       |   |                      |                      |                      |                      |                      |                      |                      |
|  | 5°B                  | Wuhan Zall           | 0                    | 1                    | 1                    |   | 8°A              | Henan Jianye   | 2                     | 3                     | 5                     |                       |                       |   |                      |                      |                      |                      |                      |                      |                      |
|  |                      |                      |                      |                      |                      |   | 8°A              | Henan Jianye   | 2                     | 3                     | 5                     |                       |                       |   |                      |                      |                      |                      |                      |                      |                      |
|  |                      | 6°A                  | Guangzhou R&F        | 1                    | 2                    | 3 |                  |                | Playoff 11º-12º posto | Playoff 11º-12º posto | Playoff 11º-12º posto | Playoff 11º-12º posto | Playoff 11º-12º posto |   |                      |                      |                      |                      |                      |                      |                      |
|  | 7°B                  | 6°A                  | Guangzhou R&F        | 1                    | 2                    | 3 | Qingdao Huanghai | 0              | Playoff 11º-12º posto | Playoff 11º-12º posto | Playoff 11º-12º posto | Playoff 11º-12º posto | Playoff 11º-12º posto | 1 | 1                    |                      |                      |                      |                      |                      |                      |
|  | 7°B                  |                      |                      |                      |                      |   | Qingdao Huanghai | 0              |                       |                       |                       |                       |                       | 1 | 1                    |                      |                      |                      |                      |                      |                      |
|  | 6°A                  | Guangzhou R&F        | 0                    | 2                    | 2                    |   |                  |                |                       |                       |                       |                       |                       |   | 7°A                  | Dalian Pro           | 3                    | 0                    | 3                    |                      |                      |
|  |                      |                      |                      |                      |                      |   |                  |                |                       |                       |                       |                       |                       |   | 6°A                  | Guangzhou R&F        | 0                    | 4                    | 4                    |                      |                      |

## Classifica Finale
|                 | Pos. | Squadra            | Pt | G  | V  | N | P  | GF | GS | DR  |
| --------------- | ---- | ------------------ | -- | -- | -- | - | -- | -- | -- | --- |
| Cina (bandiera) | 1.   | Jiangsu Suning     | 26 | 14 | 7  | 5 | 2  | 23 | 15 | +8  |
|                 | 2.   | Guangzhou E.       | 34 | 14 | 11 | 1 | 2  | 31 | 12 | +19 |
|                 | 3.   | Beijing Guoan      | 28 | 14 | 6  | 4 | 2  | 36 | 19 | +17 |
| [ 1 ]           | 4.   | Shanghai Haigang   | 32 | 14 | 10 | 2 | 2  | 26 | 11 | +15 |
| [ 1 ]           | 5.   | Shandong Taishan   | 24 | 14 | 8  | 2 | 4  | 19 | 11 | +8  |
|                 | 6.   | Chongqing Lifan    | 24 | 14 | 7  | 3 | 4  | 22 | 19 | +3  |
|                 | 7.   | Shanghai Shenhua   | 21 | 14 | 5  | 6 | 3  | 16 | 15 | +1  |
|                 | 8.   | Hebei CFFC         | 24 | 14 | 7  | 3 | 4  | 25 | 23 | +2  |
|                 | 9.   | Henan Jianye       | 6  | 14 | 1  | 3 | 10 | 14 | 33 | -19 |
|                 | 10.  | Tianjin Teda       | 3  | 14 | 0  | 3 | 11 | 8  | 30 | -22 |
|                 | 11.  | Guangzhou R&F      | 15 | 14 | 4  | 3 | 7  | 14 | 28 | -14 |
|                 | 12.  | Dalian Pro         | 11 | 14 | 2  | 5 | 7  | 18 | 21 | -3  |
|                 | 13.  | Shenzhen           | 17 | 14 | 5  | 2 | 7  | 20 | 20 | 0   |
|                 | 14.  | Qingdao Huanghai   | 10 | 14 | 2  | 4 | 8  | 15 | 27 | -12 |
|                 | 15.  | Wuhan Zall         | 17 | 14 | 5  | 2 | 7  | 16 | 16 | 0   |
|                 | 16.  | Shijiazhuang Yong. | 17 | 14 | 4  | 5 | 5  | 18 | 21 | -3  |

Legenda:

      Campione di Cina 
       Ammessa alla fase a gironi della AFC Champions League 2021
      Ammessa al terzo turno preliminare di AFC Champions League 2021 

 Ammessa allo spareggio promozione-retrocessione 
      Retrocessa in China League One 2021

### Squadra campione
| Formazione tipo | Giocatori (presenze) |
| --- | -------------------- |
| Gu Chao Miranda Li Ang T. Yinong Ji Xiang Wakaso Wu Xi Teixeira Éder L. Jing Santini | Gu Chao (18)         |
| Gu Chao Miranda Li Ang T. Yinong Ji Xiang Wakaso Wu Xi Teixeira Éder L. Jing Santini | Tian Yinong (19)     |
| Gu Chao Miranda Li Ang T. Yinong Ji Xiang Wakaso Wu Xi Teixeira Éder L. Jing Santini | João Miranda (19)    |
| Gu Chao Miranda Li Ang T. Yinong Ji Xiang Wakaso Wu Xi Teixeira Éder L. Jing Santini | Li Ang (18)          |
| Gu Chao Miranda Li Ang T. Yinong Ji Xiang Wakaso Wu Xi Teixeira Éder L. Jing Santini | Ji Xiang (18)        |
| Gu Chao Miranda Li Ang T. Yinong Ji Xiang Wakaso Wu Xi Teixeira Éder L. Jing Santini | Mubarak Wakaso (18)  |
| Gu Chao Miranda Li Ang T. Yinong Ji Xiang Wakaso Wu Xi Teixeira Éder L. Jing Santini | Wu Xi (20)           |
| Gu Chao Miranda Li Ang T. Yinong Ji Xiang Wakaso Wu Xi Teixeira Éder L. Jing Santini | Alex Teixeira (19)   |
| Gu Chao Miranda Li Ang T. Yinong Ji Xiang Wakaso Wu Xi Teixeira Éder L. Jing Santini | Luo Jing (17)        |
| Gu Chao Miranda Li Ang T. Yinong Ji Xiang Wakaso Wu Xi Teixeira Éder L. Jing Santini | Éder (20)            |
| Gu Chao Miranda Li Ang T. Yinong Ji Xiang Wakaso Wu Xi Teixeira Éder L. Jing Santini | Ivan Santini (20)    |
| Altri giocatori: Zhang Yan (2), Abduhamit Abdugheni (15), Yang Boyu (16), Zhang Cheng (7), Zhou Yun (18), Gao Tianyi (6); Zhang Xiaobin (7), Zhang Lingfeng (2), Xie Zhiwei (1), Huang Zichang (8), Feng Boyuan (1), Xie Pengfei (16). |                      |

## Spareggi

### Spareggio promozione-retrocessione
I play-off promozione-retrocessione si disputano tra la quindicesima classificata della CSL e la seconda classificata nella League One, con gara di andata e ritorno in campo neutro a causa delle regole per evitare la diffusione della pandemia COVID-19. Il regolamento che stabilisce la squadra vincitrice dei playout determina che in caso di parità al termine delle due partite, il match di ritorno verrebbe prolungato ai tempi supplementari ed eventualmente ai calci di rigore.
|                    | Risultati |                    | Luogo e data             |
| ------------------ | --------- | ------------------ | ------------------------ |
| Zhejiang Greentown | 2-2       | Wuhan Zall         | Suzhou, 18 novembre 2020 |
| Wuhan Zall         | 1-0       | Zhejiang Greentown | Suzhou, 22 novembre 2020 |
|                    |           |                    |                          |

## Statistiche

### Classifica marcatori
| Gol | Rigori |  | Giocatore           | Squadra                     |
| --- | ------ |  | ------------------- | --------------------------- |
| 14  |        |  | Cédric Bakambu      | Beijing Sinobo Guoan        |
| 12  |        |  | Paulinho            | Guangzhou Evergrande Taobao |
| 11  |        |  | Marcão              | Hebei China Fortune         |
| 11  |        |  | John Mary           | Shenzhen                    |
| 10  |        |  | Alex Teixeira       | Jiangsu Suning              |
| 9   |        |  | Romain Alessandrini | Qingdao Huanghai            |
| 9   |        |  | Éder                | Jiangsu Suning              |
| 9   |        |  | Alan Kardec         | Chongqing Dangdai Lifan     |
| 9   |        |  | Salomón Rondón      | Dalian Pro                  |
| 8   |        |  | Henrique Dourado    | Henan Jianye                |
| 8   |        |  | Jean Evrard Kouassi | Wuhan Zall                  |
| 8   |        |  | Adrian Mierzejewski | Guangzhou R&F               |
| 8   |        |  | Graziano Pellè      | Shandong Luneng Taishan     |
| 8   |        |  | Wei Shihao          | Guangzhou Evergrande Taobao |